# Passiflora trinifolia
Passiflora trinifolia är en passionsblomsväxtart som beskrevs av Maxwell Tylden Masters. Passiflora trinifolia ingår i släktet passionsblommor, och familjen passionsblomsväxter. Inga underarter finns listade i Catalogue of Life.